# Payback
Payback er en amerikansk crime thrillerfilm fra 1999 instrueret og skrevet af Brian Helgeland og baseret på romanen The Hunter af Donald E. Westlake (under pseudonymet Richard Stark). Filmen har bl.a. Mel Gibson, Gregg Henry, Maria Bello og David Paymer på rollelisten.
Filmen var nomineret til en Saturn Award for bedste action/adventure/thriller film.

## Medvirkende
- Mel Gibson som Porter
- Gregg Henry som Val Resnick
- Maria Bello som Rosie
- Lucy Liu som Pearl
- Deborah Kara Unger som Mrs. Lynn Porter
- David Paymer som Arthur Stegman
- Bill Duke som Detective Hicks
- Jack Conley som Detective Leary
- John Glover som Phil
- William Devane som Carter
- James Coburn som Fairfax
- Kris Kristofferson som Bronson
- Paul Rodriguez som Valet
- Manu Tupou som pantelåner

## Ekstern henvisning
- Payback på Internet Movie Database (engelsk)
- Payback på Filmdatabasen
- Payback på Scope
- Payback i Svensk Filmdatabas (svensk)
- Payback på AlloCiné (fransk)
- Payback på MovieMeter (nederlandsk)
- Payback på AllMovie (engelsk)
- Payback hos American Film Institute (engelsk)
- Payback på Turner Classic Movies (engelsk)
- Payback på The Movie Database (engelsk)

1. ↑  Navnet er anført på engelsk og stammer fra Wikidata hvor navnet endnu ikke findes på dansk.